# MTV Live (album video)
MTV Live è il primo album video del gruppo musicale italiano Negramaro, pubblicato il 26 maggio 2006 dalla Sugar Music in associazione con MTV Italia.

## Descrizione
Il disco contiene l'esibizione della band salentina durante l'ultima tappa del tour in supporto al loro terzo album Mentre tutto scorre, il 17 marzo 2006 al Forum di Assago di Milano.

## Tracce
Testi e musiche di Giuliano Sangiorgi, eccetto L'immensità (testo: Mogol, Don Backy – musica: Mariano Detto, Don Backy).
1. Solo per te
2. Nuvole e lenzuola
3. Scusa se non piango
4. Musa (stanca di essere)
5. Solo3min
6. I miei robot
7. Estate
8. Zanzare
9. Ogni mio istante
10. Mentre tutto scorre
11. Sui tuoi nei
12. Es-senza
13. Solo (Remix)
14. L'immensità
15. Scomoda-mente
16. Nella mia stanza
17. Solo per te (feat. Paolo Fresu)
18. Mentre tutto scorre

Contenuti extra
- MTV Day 2005
- TRL Highlights

## Formazione
Negramaro
- Giuliano Sangiorgi – voce, chitarra, pianoforte
- Emanuele Spedicato – chitarra
- Ermanno Carlà – basso
- Andrea Mariano – pianoforte, sintetizzatore
- Danilo Tasco – batteria
- Andrea "Pupillo" De Rocco – campionatore, cori

Altri musicisti
- Paolo Fresu – tromba in Solo per te